# Swedcarrier
AB Swedcarrier war eine schwedische Aktiengesellschaft im Eigentum des Staates, in der bis 2001 alle Tochterunternehmen der Staatlichen Eisenbahnen zusammengefasst wurden und die im Rahmen der Privatisierung der Staatlichen Eisenbahnen am 1. Januar 2001 eine Holdinggesellschaft wurde. 2009 fusionierte AB Swedcarrier mit Jernhusen AB.
2001 wurde Swedcarrier zu einer Holdinggesellschaft für die Unternehmen Jernhusen AB, EuroMaint AB, SweMaint AB, TraffiCare AB und Unigrid AB. Weiters hielt Swedcarrier eine 50-prozentige Beteiligung an Nordwaggon.
Die Aufgabe der Gesellschaft war der Verkauf der unterschiedlichen Unternehmen. 2001 wurde Unigrid an Cap Gemini Ernst & Young sowie an EDB Teamco verkauft. Im gleichen Jahr wurde TraffiCare an ISS Sverige verkauft. 2006 konnte die Beteiligung an Nordwaggon an Transwaggon AB verkauft werden. 2007 wurden die Werkstattbetriebe SweMaint an Kockums Industrier AB und EuroMaint an die Finanzgesellschaft Ratos AB verkauft.
Da nur mehr Jernhusen übrigblieb, wurde 2009 beschlossen, Swedcarrier aufzulösen und eine Fusion mit der Tochtergesellschaft einzugehen.